# Einhüllenboot

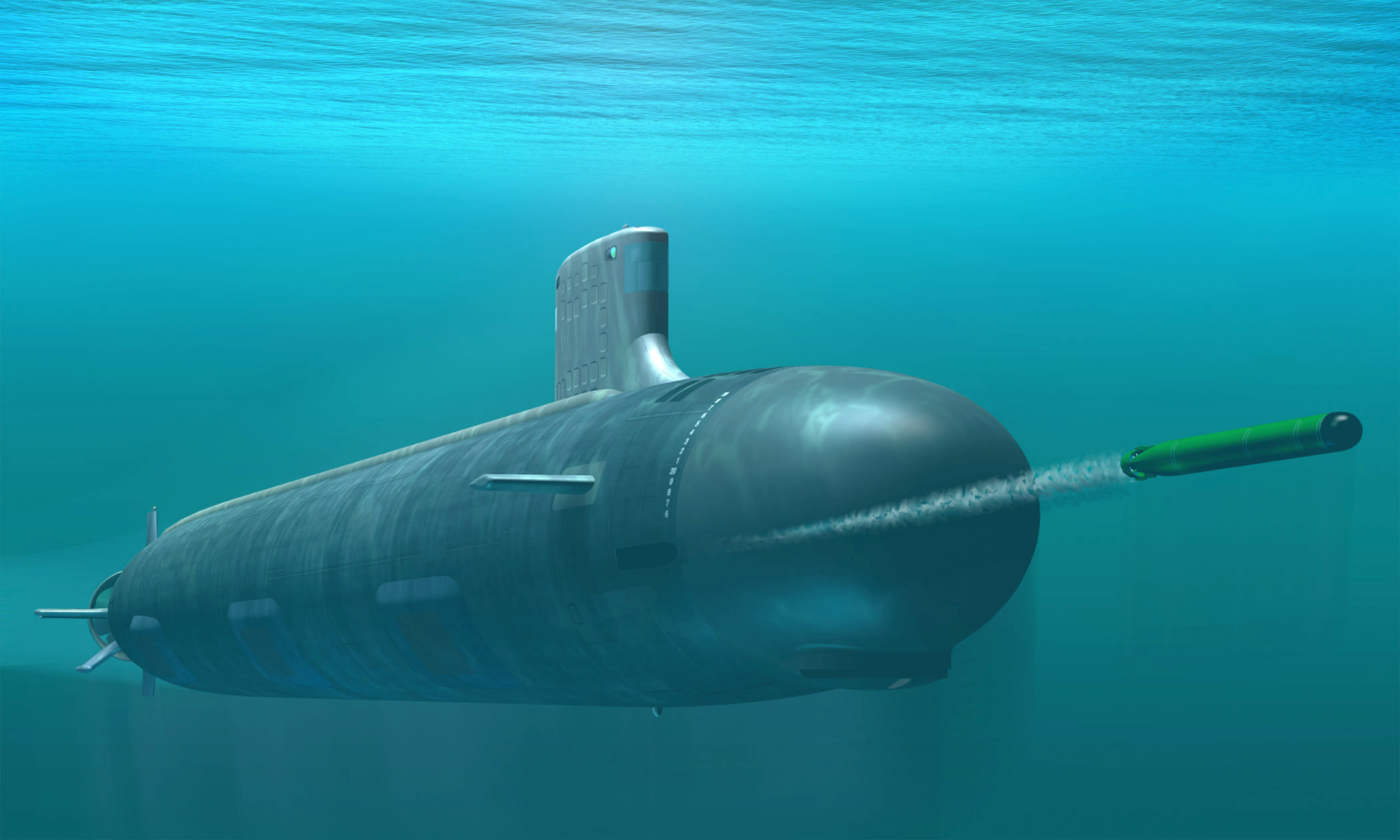
U-Boot der Virginia-Klasse – typisches Einhüllenboot mit hydrodynamisch optimierter Rumpfform (Grafik)

Als Einhüllenboot bezeichnet man U-Boote, bei denen die Druckkörperhülle des U-Boots mit dem Schiffsrumpf identisch ist. Einhüllenboote unterscheiden sich somit deutlich von den sogenannten Zweihüllenbooten. Zu Beginn der ersten Erprobungen und Tests mit Unterwasserfahrzeugen wurden diese alle als Einhüllenboote gebaut. Gegen Mitte/Ende des 19. Jahrhunderts wurden sie schließlich auf Grund des technischen Fortschritts durch die Zweihüllenboote abgelöst, die vornehmlich im Ersten und im Zweiten Weltkrieg im Einsatz waren. Nach dem Ende des Zweiten Weltkrieges hingegen wurden die Zweihüllenboote wieder sukzessive durch Einhüllenboote mit einer hydrodynamisch optimierten Rumpfform ersetzt.
Einhüllenboote sind dadurch gekennzeichnet, dass bei diesen Booten die Tauchzellen innerhalb des Druckkörpers angebracht sind. Da die Tauchzellen jedoch mit dem Umgebungswasser in Verbindung stehen, müssen sie druckfest gebaut werden bzw. entsprechende Pumpen vorhanden sein.
Die ersten Unterwasserfahrzeuge aus dem 15. bis 18. Jahrhundert waren alles Einhüllenboote. Sie bestanden nahezu ausnahmslos aus Holz und wurden – wenn überhaupt – nur durch Eisenzargen oder Nägel zusammengehalten. Oftmals wurden die Boote so gefertigt, dass man sinnbildlich auf ein normales Holzboot ein anderes Holzboot kielaufwärts montierte. In der Regel wurden die Holzspanten solcher Unterwasserfahrzeuge durch Pech versiegelt und zusätzlich mit einer Haut aus Leder zur Abdichtung komplett überzogen. Diese Boote bestanden somit aus nur einer Hülle.
Auf Grund der wachsenden Ansprüche an die U-Boote in Bezug auf Stabilität und Hochseetauglichkeit wurde es notwendig die Rumpfform und Schiffsbauweise zu überarbeiten. Da sich die U-Boote zu Beginn des 20. Jahrhunderts überwiegend über Wasser fortbewegten und nur zu Angriffs- und Fluchtzwecken auf Tauchfahrt gingen, wurden sie auch hauptsächlich für die Überwasserfahrt optimiert. Diese Entwicklung führte zu den Zweihüllenbooten.
Mit der nach bzw. während des Zweiten Weltkrieges zunehmenden technischen Entwicklung verschwand jedoch nach und nach der Überwasseraspekt der U-Boote. Das Zweihüllenboot erhielt zunächst eine hydrodynamisch saubere, geglättete Form, und amerikanische Entwicklungen rund um das Versuchs-U-Boot Albacore führten schließlich wieder zum Einhüllenboot in der heute überwiegend gebauten Tropfenform.